# Henri Terrasse
Henri Terrasse, né le 8 août 1895 à Vrigny (Loiret) et mort le 11 octobre 1971 à La Tronche (Isère), est un archéologue et historien français.

## Biographie
Admis à l'École normale supérieure, il en sort agrégé de l'université en 1920. Peu de temps après, il s'installe au Maroc où il occupe dès 1923 le poste de directeur d'études d'archéologie et d'art musulman à l'Institut des hautes études marocaines. Ainsi il collabore avec Henri Basset à une série d'études sur les Sanctuaires et Forteresses almohades parue dans la revue Hesperis.
En 1933, Henri Terrasse soutient une thèse sur L'Art hispano-mauresque des origines au XIIIe siècle, puis en 1935, il est nommé chef de service des monuments historiques du Maroc, où il met toute sa compétence à la restauration et à la protection du patrimoine artistique marocain, et ce jusqu'à son départ du Maroc. En 1941, il est nommé directeur de l'Institut des hautes études marocaines, et, en 1945, il succède à Georges Marçais dans la chaire d'archéologie musulmane à la Faculté des Lettres et Sciences Humaines d'Alger. Il quitte définitivement le Maroc en 1957. Il prend la direction de la Casa de Velázquez à Madrid jusqu'à sa retraite, en 1965. Il meurt à La Tronche le 11 octobre 1971. Son épouse née Jeanne Dumas meurt le 24 novembre 1987 à 81 ans.

## Principales publications
- Sanctuaires et forteresses almohades (1932)
- L'art hispano-mauresque des origines au XIIIe siècle (1932)
- Kasbas berbères de l'Atlas et des oasis (1938)
- La grande mosquée des Andalous à Fès (1942)
- Histoire du Maroc : des origines à l'établissement du protectorat français (2 volumes, 1949-1950) (Compte-rendu par Robert Ricard, Bulletin hispanique, 1951, Volume 53, Numéro 3, pp. 329-331)
- Islam d'Espagne (1957), prix Jean-Reynaud de l'Académie des sciences morales et politiques en 1958.
- La mosquée d'al-Qaraouiyin à Fès (1958)